# Karel De Boeck
Karel De Boeck, né le 3 août 1949, est un banquier belge qui a fait l'essentiel de sa carrière à la Générale de Banque et dans le groupe Fortis, en passant par la CGER-Banque. Emporté par la déconfiture de Fortis en 2008 et 2009, il devient administrateur-délégué et président du comité de direction de Dexia en mai 2012.

## Biographie
Karel De Boeck nait le 3 août 1949. Il étudie à la Katholieke Universiteit Leuven d'où il sort ingénieur civil (électromécanique) (1972) et licencié en sciences économiques (1974). Il pense un temps compléter sa formation au Massachusetts Institute of Technology pour lequel il a obtenu une bourse d’études, mais choisit de rentrer à la Générale de Banque en 1976.
Il y grimpe jusqu'à la position de directeur du marketing et du réseau, mais se retrouve limité dans sa carrière par le refus du président de l’époque, Ferdinand Chaffart, de l'intégrer à son comité de direction. Dès lors, en 1993, il saisit l'offre qui lui est faite par Fortis de devenir membre du nouveau comité de direction de la CGER-Banque, que Fortis vient d'acquérir à la suite de sa privatisation par l'État. Devenu président du comité de direction de la CGER-banque en 1996, il revient dans la Générale de Banque, acquise par Fortis, lorsqu'elle est fusionnée avec la CGER-Banque en 1999 pour former le bras bancaire de Fortis, Fortis Banque.
Dans Fortis, membre du comité de direction de la banque et membre du comité exécutif du groupe, il est successivement chargé de l’activité « moyennes entreprises », puis « corporate banking », « banque de détail » et « banque privée ». En 2007, il quitte brièvement ses fonctions bancaires opérationnelles en devenant « directeur des risques » du groupe de janvier à octobre.
En octobre 2007, à la suite du rachat de ABN Amro par Fortis, il devient vice-président d’ABN Amro Holding aux Pays-Bas, fonction qu'il perd en 2008 dans le cadre du démantèlement du groupe Fortis. En décembre 2008, il est nommé CEO de Fortis, devenu Ageas, mais la polémique qui entoure sa personnalité (notamment du fait de sa fonction de directeur des risques au moment où Fortis perdait le contrôle de ceux-ci) et son salaire (salaire annuel brut de 800 000 euros complété par un éventuel bonus) finit par aboutir à son départ en juin 2009.
En mai 2012, il devient administrateur-délégué et président du comité de direction de Dexia.

## Sources
- Biographie de Karel De Boeck sur le site de Dexia
- Qui est Karel De Boeck, l’ex-DG de Fortis pressenti à la tête de Dexia ?, eFinancialcarreers.com
- De Boeck: une bombe à retardement entre ses mains L'Echo, 8 mai 2012